# Renad Sinnurowitsch Sagdejew

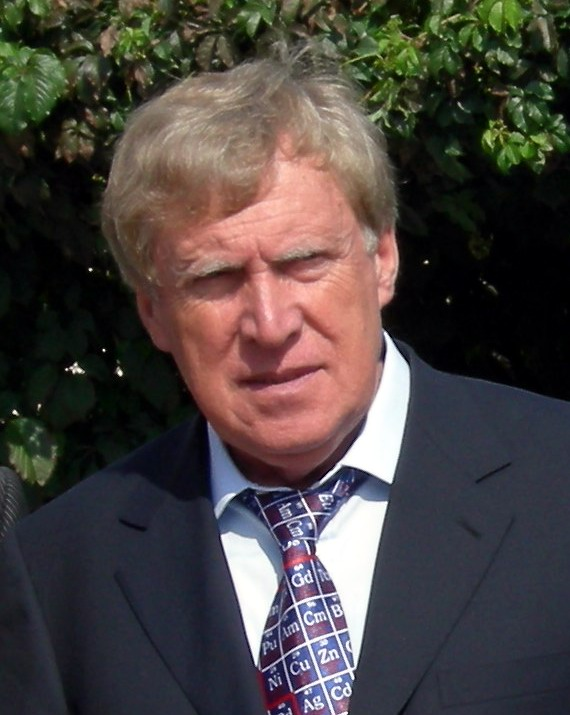
2008

Renad Sinnurowitsch Sagdejew (russisch Ренад Зиннурович Сагдеев, tatarisch Renad Zinnur ulı Säğdiev; * 13. Dezember 1941 in Kasan) ist ein sowjetisch-tatarischer Chemiker.

## Leben
Sagdejew ist der jüngste Sohn des Parteifunktionärs und stellvertretenden Vorsitzenden des Ministerrats der Tatarischen ASSR Sinnur Sagirowitsch Sagdejew und der Mathematik-Lehrerin Fachrija Karimowna geb. Idrisowa. Sein älterer Bruder ist der Physiker Roald Sinnurowitsch Sagdejew.
Sagdejew besuchte zunächst die Universität Kasan. 1963 lernte er bei einem Besuch seines Bruders in Nowosibirsk das dortige Akademgorodok kennen. Er war so beeindruckt, dass er an die Universität Nowosibirsk wechselte und dort 1966 sein Chemie-Studium beendete. Anschließend arbeitete er im Institut für Chemische Kinetik und Verbrennung (NXKG) der Sibirischen Abteilung der Akademie der Wissenschaften der UdSSR (AN-SSSR) in Nowosibirsk (ab 1983 als stellvertretender Direktor). Nach der Aspirantur bei J. N. Molin wurde er 1969 zum Kandidaten der Physikalisch-Mathematischen Wissenschaften promoviert. 1978 folgte die Promotion zum Doktor der Physikalisch-Mathematischen Wissenschaften. 1987 wurde er Korrespondierendes Mitglied der AN-SSSR.
1993 wechselte Sagdejew als Direktor an das von ihm initiierte Internationale Tomografie-Medizinzentrum der Sibirischen Abteilung der nun Russischen Akademie der Wissenschaften (RAN) in Nowosibirsk. 1997 wurde er Vollmitglied der RAN und Mitglied des Präsidiums und des Präsidiumbüros der RAN.
Sagdejews Hauptarbeitsgebiet war die Kernspinresonanz-Spektroskopie zur Untersuchung der Elementarprozesse chemischer Reaktionen. Er untersuchte die Effekte der Elektronen- und Kernspins auf den Ablauf der Reaktionen der Radikale. 1975–1980 untersuchte er zusammen mit A. L. Butschatschenko, J. N. Molin, E. M. Galimow und anderen die Effekte von Magnetfeldern auf den Ablauf chemischer Reaktionen und entdeckte 1975 den Magnet-Isotopie-Effekt. Er schlug eine Methode zur stimulierten Polarisation von Kernen zur Untersuchung kurzlebiger Radikale und Radikalpaare in chemischen Reaktionen vor.

## Ehrungen
- Leninpreis (1986) zusammen mit den Mitarbeitern des NXKG für die Arbeiten zum Magnet-Spin-Effekt
- Staatspreis der Russischen Föderation für Wissenschaft und Technik (1994)
- Orden der Ehre (2002)
- Verdienstorden für das Vaterland IV. Klasse (2007)
- Ehrenbürger der Oblast Nowosibirsk (2014)[2]
- Preis der Regierung der Russischen Föderation für Bildung (2015)[4]